# John Emery
John Emery (20 de maio de 1905 — 16 de novembro de 1964) foi um ator de teatro, de cinema e de televisão e radialista norte-americano. Nascido em Nova Iorque, Emery era filho de atores de teatro Edward Emery (c. 1861 — 1938) e Isabel Waldron (1871 — 1950). Foi educado na La Salle Military Academy de Long Island.
Através dos anos 30 ao início dos anos 60, Emery apareceu em pequenos papéis em muitos filmes de Hollywood, começando com The Road Back (1937), de James Whale. Emery também era conhecido por seu trabalho na televisão, aparecendo em programas como I Love Lucy e Have Gun Will Travel. Em 1946, atuou em um programa de rádio, interpretando o personagem-título, detetive Philo Vance.
O único marido de Tallulah Bankhead, os dois se casaram em 31 de agosto de 1937, em Jasper, Alabama e divorciaram-se em 13 de junho de 1941, em Reno, Nevada. Os dois permaneceram amigáveis depois do casamento, mais tarde, Emery casou-se com a dançarina russa Tamara Geva. Devido à sua semelhança física, Emery foi repetidamente considerado o filho ilegítimo de John Barrymore. Emery faleceu em 16 de novembro de 1964, em Nova Iorque, aos 59 anos.
Desde 1961 ele foi sentimentalmente ligado a atriz Joan Bennett, que cuidou dele durante a sua doença.

## Filmografia parcial
- The Corsican Brothers (1941)
- Two Yanks in Trinidad (1942)
- Blood on the Sun (1945)
- Joan of Arc (1948) como Jean, Duke d'Alencon, primo de Charles VII